# Aurland
Aurland è un comune norvegese della contea di Vestland.
Comprende Vangen, Flåm, Undredal e Gudvangen. 
Il comune è stato creato il  1º gennaio 1838.

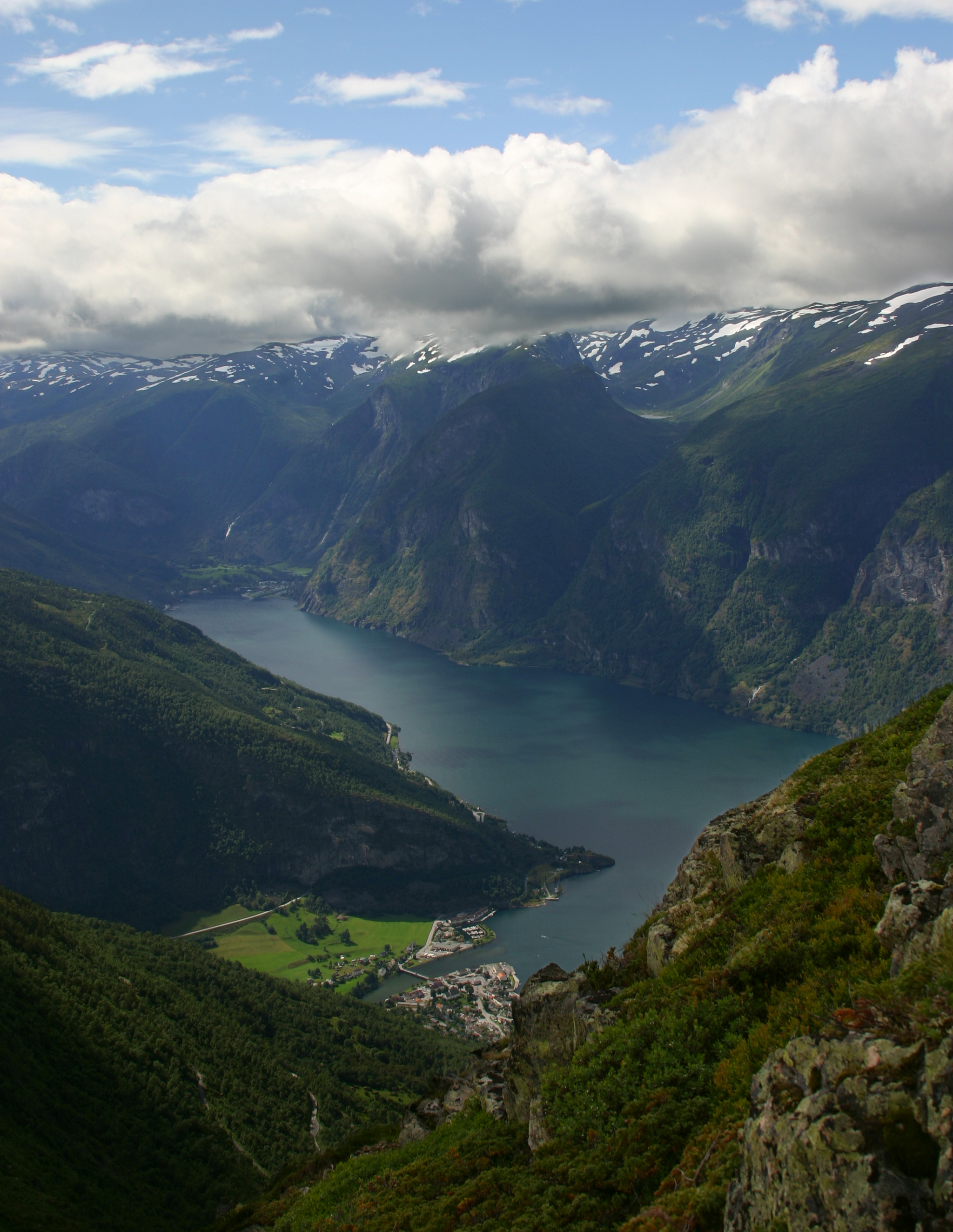
L'Aurlandsfjord